# カジサックのじゃないと
『カジサックのじゃないと！』は、2019年4月6日（5日深夜）から2025年3月29日までKKT（熊本県民テレビ）にて放送されていたバラエティ番組である。YouTuberであるカジサックを司会に、若者と中高年、ネットとテレビ、熊本と世界などをつなげていくというコンセプトで始まった視聴者参加型番組である。番組名は熊本弁の「じゃないと」と、Night（夜）をかけた造語。

## 概要
若者の本音をあぶり出し世代間のギャップ、世代間の繋ぎ、テレビとネットの繋ぎ、芸人としてのテレビの面白さ、YouTuberとしての動画の面白さを知るカジサックを起用した新感覚の番組である。地元熊本の企業が中心となり、若者のテレビ離れを懸念した今までにない番組を制作したい想いと熊本県民テレビによる共同企画となる。また、この企画は2018年夏時点での構想であり、この時点でカジサックはYouTuberとしてデビューしておらず、メインMC候補リストにカジサックの名前は挙がっていなかった。2018年10月、カジサックのYouTuberデビューにより番組コンセプトとなる『つなぐ』に最適な候補であると急遽候補リスト入りしており、年末に起用が決まっている。
毎回スタジオに「枝豆くん」という一般視聴者をゲストに呼んでVTRを見ながら番組を進行していくのが特徴で、最初は枝豆のイラストを使った声だけの登場だったが、徐々に顔出しが標準になっている。
基本はディレクターのノサックが外に出て取材するが、カジサック自身や動画カメラマンのヤスタケが準レギュラーとしてロケに出る企画もある。
また番組企画として、熊本在住が条件のYouTuberを番組が発掘する企画を行っており、2020年5月までにチャンネル登録500人突破が次の企画への参加条件になっていて、ノサックも動画チャンネルを開設、登録500人突破しない場合は番組の引退がかかっていた。その後、二組のYouTuberとノサック自身が条件をクリア、今度は3ヶ月後に1000人アップの新しい課題が提された。3か月後の8月、1000人の目標は達成された。
ノサックnosac - Youtubeチャンネル。番組企画のyoutuberのチャンネル一覧があり、コラボ動画も投稿されている。
2022年4月から金曜深夜から土曜23:30に移動した。
2025年3月1日の放送にて、3月いっぱいで番組を終了することを発表した。なお、番組内で今後は特番として放送をする予定。

## 出演者

### MC
- カジサック（司会・YouTuber）
- ヤスタケ（カジサックの部屋カメラマン兼声の人）

準レギュラー（不定期）
- サックし（カジサックの部屋・準レギュラー）
- 石サック（カジサックの部屋・準レギュラー）
- ゆう君（一般人）

### ゲスト
- 枝豆くん（一般視聴者）

### スタッフ
- たいし君（プロデューサー）
- 豊島ちゃん（AP）
- ノサック（ディレクター）
- さかもっちゃん（AD）
- 鬼（たまに天使）の荒木さん（てれビタAD兼務）
- 御手洗さん（エース«チーフ»カメラマン）
- アレク（カメラマン）
- 岩戸さん（獅子舞カメラ）
- グッとマイク（音声）
- グッグッとマイク（音声）
- MEG（ナレーション）

### 過去ゲスト
- ナニコレ？劇団 - 第15回「視聴者ドッキリ＆YouTubeコラボ企画第一弾！」編[6]
- 釣りよかでしょう。（よーらい、むねお、きむ） - 第19回「人気YouTuber「釣りよかでしょう。」コラボ」編[7]
- 谷崎鷹人 - 第37回「YouTuber谷やんさんとコラボ企画」編[8]
- 村上めぐみ - 第39回「熊本のローカルワイドとコラボ」編[8]
- MEG - 第52回「番組2年目突入!」編[9]
- もっこすファイヤー - 第72回「あなとの思い出の夏うたは?」編他[10]
- 西野亮廣（キングコング梶原の相方）- 第88回「[遂に！]キングコング西野さんがじゃないとに登場！」編[11]
- 山口トンボ（カジサックの部屋の声の人・放送作家）- 第114回・第115回・第116回「[初参戦]チームカジサックのトンボさんが来た！」「[大混乱]トンボさんの目の前であの男がやらかす」編他[12]
- 土橋ゲンゴロウ（カジサックの部屋の放送作家） - 第135回 「[何故！？]　ドバナカ参戦！クイズ誰が成功するでSHOW」編[13]
- 中野翔平 - （カジサックの部屋の放送作家）- 第135回 「[何故！？]　ドバナカ参戦！クイズ誰が成功するでSHOW」編[13]
- 神永・松永 - (スポンサー企業「LibWork」のYoutuber)　- 第135回 「[何故！？]　ドバナカ参戦！クイズ誰が成功するでSHOW」編[13]
- かにちゃん - (スポンサー企業「ユナイテッドトヨタ熊本」のYoutuber)　- 第135回 「[何故！？]　ドバナカ参戦！クイズ誰が成功するでSHOW」編[13]
- 新垣里沙（元モーニング娘。） - 第167回に登場[14]。番組が第165回から急遽内容変更[15]の最中、第166回にてヤスタケが同氏との入籍を報告、翌週（第167回）の放送で登場した。
- ルー大柴 - 2023年の第一回目の放送となる第191回に登場[16]。長崎国際テレビで放送されているルー大柴の「よル〜じげ トゥギャザーしようぜ!!」、TVerとの共同コラボレーション企画となり、初回はKKTでの放送にルー大柴が出演し、NIBでは収録の裏側が放送された。なお、熊本と長崎のローカル番組となり、放送時間も同時刻であることから双方の地域の視聴者が相互に番組を視聴することができないため、TVerのOTTサービスを利用したインターネット配信も同時に行われ相互視聴が可能となった。2回目はNIBでの放送にカジサックが出演し、KKTで番組の裏側が配信される[17][18]。
- コロッケ - ヤスタケドッキリ企画のため第231回に登場[19]。その後、コロッケが長年地元で行っているボランティア活動に同行し、2023年12月に開催された芦北高校の文化祭にゲストとして参加した[20]。
- 景井ひな - 2024年10月の第277回に登場[21]。景井は熊本出身であり、この年の夏に開催された24時間テレビの熊本イベントで同席したことが切っ掛けとなり出演した[22]。
- ばってん城次 - 同局の他番組などで長年活躍する地元タレントとなり、景井と同じく24時間テレビで同席したことが切っ掛けで出演し、番組アシスタントの「えみりィー」と共にほぼノーカットで進行する実尺ロケ企画が行われた[22][23]。

## 放送日程

### 2019年4月 - 2022年3月
| 回     | 放送日         | 放送内容                                                       | ゲスト | 出典 備考 |
| ------ | -------------- | -------------------------------------------------------------- | --- | --------- |
| 1      | 2019年 4月6日  | カジサックはありか?なしか                                      | - | [ 24 ]    |
| 2      | 4月13日        | カジサックと「炎上」?                                          | - | [ 24 ]    |
| 3      | 4月20日        | 告白事情（若者篇）（中高年篇）                                 | - | [ 24 ]    |
| 4      | 4月27日        | 取締委員会シリーズ第2弾                                        | - | [ 24 ]    |
| 5      | 5月4日         | リアルエゴサーチ                                               | - | [ 25 ]    |
| 6      | 5月10日        | オトナたちの下手くそなLINEの使い方                             | - | [ 25 ]    |
| 7      | 5月18日        | おじさん、おばさんの境界線って何歳?                            | - | [ 25 ]    |
| 8      | 5月25日        | 財布と携帯どっちが大事!?                                       | - | [ 25 ]    |
| 9      | 6月1日         | ゆったり温泉にでも入ってみましょうか                           | - | [ 25 ]    |
| 10     | 6月8日         | 温泉ロケ 後編                                                  | - | [ 26 ]    |
| 11     | 6月15日        | 最近のバイト事情                                               | - | [ 26 ]    |
| 12     | 6月22日        | 熊本県民あるある「街」って言うよね                             | - | [ 26 ]    |
| 13     | 6月29日        | どんな男性がモテるのか?                                        | - | [ 26 ]    |
| 14     | 7月6日         | どんな女性がモテるのか                                         | - | [ 6 ]     |
| 15     | 7月13日        | ノサックの影の部分が見え隠れ                                   | ナニコレ?劇団                                                                                             | [ 6 ]     |
| 16     | 7月20日        | あなたの一番うまい○○店はどこ?                                  | ナニコレ?劇団                                                                                             | [ 6 ]     |
| 17     | 7月27日        | おめでとうカジサック                                           | - | [ 6 ]     |
| 18     | 8月3日         | 熊本の大学へGO!                                                | - | [ 27 ]    |
| 19     | 8月10日        | 熊本の大学を散策                                               | 釣りよかでしょう。（よーらい、むねお、きむ）                                                              | [ 7 ]     |
| -      | 未定           | 総集編!新人AD'sカット                                          | - | [ 7 ]     |
| 20     | 8月16日        | 釣り対決!                                                      | 釣りよかでしょう。（よーらい、むねお、きむ）                                                              | [ 7 ]     |
| 21     | 8月23日        | カジサックの自宅にて                                           | - | [ 7 ]     |
| 22     | 8月31日        | たまには振り返ろう!                                            | - | [ 7 ]     |
| 23     | 9月7日         | 珍しいスポーツ「へディス」にカジサックが挑戦!                  | - | [ 28 ]    |
| 24     | 9月14日        | スポーツやるってよ後編                                         | - | [ 28 ]    |
| 25     | 9月21日        | 好きなカレー屋かぶるまで帰れんばい                             | - | [ 28 ]    |
| 26     | 9月28日        | 9月27日(金)深夜0時30分の放送は...                              | - | [ 28 ]    |
| 27     | 10月5日        | ゲスクラブって何!?                                             | - | [ 29 ]    |
| 28     | 10月12日       | 忍者でGO!                                                      | - | [ 29 ]    |
| 29     | 10月19日       | 赤ちゃんとお送りします                                         | - | [ 29 ]    |
| 30     | 10月26日       | 人々はどういう「嘘」をついているのか                           | - | [ 29 ]    |
| 31     | 11月2日        | カジサック、サバゲーするってよ前編                             | - | [ 30 ]    |
| 32     | 11月9日        | カジサック、サバゲーするってよ後編                             | - | [ 30 ]    |
| 33     | 11月16日       | 若者言葉一般常識の世界                                         | - | [ 30 ]    |
| 34     | 11月23日       | バンジーフィットネスて何?                                      | - | [ 30 ]    |
| 35     | 11月30日       | 高校でeスポーツ体験                                            | - | [ 30 ]    |
| 36     | 12月6日        | 初体験!フリースケートに挑戦                                    | - | [ 8 ]     |
| 37     | 12月13日       | 熊本イケメン探しの旅                                           | 谷崎鷹人                                                                                                  | [ 8 ]     |
| 38     | 12月20日       | 長崎のイベントに出演!?                                         | 谷崎鷹人                                                                                                  | [ 8 ]     |
| 39     | 12月27日       | 熊本のローカルワイドとコラボ                                   | 村上めぐみ                                                                                                | [ 8 ]     |
| 40     | 2020年 1月10日 | 新年一発目の回                                                 | - | [ 31 ]    |
| 41     | 1月17日        | 逆に年始に聞いてみた                                           | - | [ 31 ]    |
| 42     | 1月24日        | 夢は大きく、宝くじ                                             | - | [ 31 ]    |
| 43     | 1月31日        | YouTuber発掘企画が始動！                                       | - | [ 31 ]    |
| 44     | 2月7日         | カジサックAD体験                                               | - | [ 32 ]    |
| 45     | 2月14日        | 番組プロデューサー登場                                         | - | [ 32 ]    |
| 46     | 2月21日        | カブるまで帰れんバイ                                           | - | [ 32 ]    |
| 47     | 2月28日        | チャーハンプレゼン大会                                         | - | [ 32 ]    |
| 48     | 3月6日         | あの枝豆くんは今？                                             | - | [ 33 ]    |
| 49     | 3月13日        | バスケ対決！                                                   | - | [ 33 ]    |
| 50     | 3月20日        | バスケ対決！ 後編                                              | - | [ 33 ]    |
| 51     | 3月27日        | 1年間の大反省会                                                | - | [ 33 ]    |
| 52     | 4月4日         | 番組2年目突入！                                                | MEG | [ 9 ]     |
| 53     | 4月11日        | 新人時代のミス                                                 | - | [ 9 ]     |
| 54     | 4月18日        | 伝説のCM                                                       | - | [ 9 ]     |
| 55     | 4月25日        | 夢のマイホーム！？                                             | - | [ 9 ]     |
| 56     | 5月2日         | ピンチをチャンスに！？                                         | - | [ 34 ]    |
| 57     | 5月9日         | テレビ電話でお送りします                                       | - | [ 34 ]    |
| 58     | 5月16日        | ホイサー！                                                     | - | [ 34 ]    |
| 59     | 5月23日        | ひとりピクニック                                               | - | [ 34 ]    |
| 60     | 5月30日        | またマジックしたいって思いますか？                             | - | [ 34 ]    |
| 61     | 6月6日         | 熊本グルメをお取り寄せ                                         | - | [ 35 ]    |
| 62     | 6月13日        | ナンジャモンジャで遊ぶ                                         | - | [ 35 ]    |
| 63     | 6月20日        | リモートで宮崎・京都旅行？                                     | - | [ 35 ]    |
| 64     | 6月27日        | 久しぶりに熊本から！                                           | - | [ 35 ]    |
| 65     | 7月4日         | 10万円の使い道は？                                             | - | [ 36 ]    |
| 66     | 7月11日        | 鰹節たっぷりのお弁当を食べましょう                             | - | [ 36 ]    |
| 67     | 7月18日        | 熊本の街中をスゴロク化                                         | - | [ 36 ]    |
| 68     | 7月25日        | 街中スゴロク完結編                                             | - | [ 36 ]    |
| 69     | 8月1日         | リモートかくれんぼ                                             | - |           |
| 70     | 8月8日         | リモートかくれんぼ完結編                                       | - | [ 10 ]    |
| 71     | 8月15日        | こんな時こそ激辛料理を                                         | - | [ 10 ]    |
| 72     | 8月22日        | あなたの思い出の夏うたは？                                     | もっこすファイヤー                                                                                        | [ 10 ]    |
| 73     | 8月29日        | ハプニングロケ完結編                                           | もっこすファイヤー                                                                                        | [ 10 ]    |
| 74     | 9月5日         | ADさかもっちゃん大改造計画                                     | - | [ 37 ]    |
| 75     | 9月12日        | ヤスタケさん新型ハリアー買ったってよ！                         | - | [ 37 ]    |
| 特別編 | 未定           | ヨメサック&かんちゃん                                          | - | [ 注 1 ]  |
| 76     | 9月19日        | ノサックが引退していたならばバージョン                         | もっこすファイヤー                                                                                        | [ 37 ]    |
| 77     | 9月26日        | カジサックを騙せ続編                                           | もっこすファイヤー                                                                                        | [ 37 ]    |
| 78     | 10月3日        | 豪雨被災地のイマ                                               | もっこすファイヤー                                                                                        | [ 38 ]    |
| 79     | 10月10日       | 3か月ぶりにカジサックが熊本に帰って来た！                      | 堤下敦（インパルス）                                                                                      | [ 38 ]    |
| 80     | 10月17日       | 超大型企画「リアル鬼ごっこ」がスタート！                       | 堤下敦（インパルス）                                                                                      | [ 38 ]    |
| 81     | 10月24日       | 超大型企画「リアル鬼ごっこ」企画完結！                         | 堤下敦（インパルス）                                                                                      | [ 38 ]    |
| 82     | 10月31日       | 超大型企画「リアル鬼ごっこ」打ち上げ！                         | 堤下敦（インパルス）                                                                                      | [ 38 ]    |
| 83     | 11月7日        | 3か月ぶりのスタジオトーク                                      | - | [ 39 ]    |
| 84     | 11月14日       | カジサックに癒しを！                                           | - | [ 39 ]    |
| 85     | 11月21日       | ミラクルチェンジ企画第二弾                                     | - | [ 39 ]    |
| 86     | 11月28日       | 唯一のシリーズ企画「カブるまで帰れんバイ！」定食屋編           | - | [ 39 ]    |
| 87     | 12月5日        | 肥後ジャーナルとコラボ！                                       | - | [ 11 ]    |
| 88     | 12月12日       | ついにキングコング西野さんがきてくれた！                       | 西野亮廣（キングコング）                                                                                  | [ 11 ]    |
| 89     | 12月19日       | キングコング西野さんがきてくれた！第2弾                        | 西野亮廣（キングコング）                                                                                  | [ 11 ]    |
| 90     | 12月26日       | キングコング西野さんがきてくれた！第3弾！                      | 西野亮廣（キングコング）、もっこすファイヤー                                                              | [ 11 ]    |
| 91     | 2021年 1月9日  | 2021年のカジサック、ヤスタケさん、番組の運勢を占いますよ〜     | - | [ 40 ]    |
| 92     | 1月16日        | 2021年の運勢を占ってみた！続編                                 | - | [ 40 ]    |
| 93     | 1月23日        | ニュースポーツ「モルック」に挑戦！                             | - | [ 40 ]    |
| 94     | 1月30日        | 答えが被るまで帰れません！餃子編                               | - | [ 40 ]    |
| 95     | 2月6日         | 全国のお取り寄せ「ご飯のお供」プレゼン大会！                   | - | [ 41 ]    |
| 96     | 2月13日        | 全国のお取り寄せ「ご飯のお供」プレゼン大会！後編！             | - | [ 41 ]    |
| 97     | 2月20日        | ハルち地上波初登場！                                           | もっこすファイヤー                                                                                        | [ 41 ]    |
| 98     | 2月27日        | いよいよ番組放送100回直前！                                    | - | [ 41 ]    |
| 99     | 3月6日         | 「じゃないと！カルトクイズ大会」後編                           | - | [ 42 ]    |
| 100    | 3月13日        | いよいよ番組放送100回目！！スペシャル企画！！                  | - | [ 42 ]    |
| 101    | 3月20日        | 100回目記念企画後編！                                          | - | [ 42 ]    |
| 102    | 3月27日        | 枝豆くん達の「イマ」 に迫る！                                  | - | [ 42 ]    |
| 103    | 4月3日         | 3333段の石段に挑戦！                                           | - | [ 43 ]    |
| 104    | 4月10日        | 卓球クラブ道場破り！！                                         | - | [ 43 ]    |
| 105    | 4月17日        | 卓球クラブ道場破り！！後編                                     | - | [ 43 ]    |
| 106    | 4月24日        | 番組認知度大調査！                                             | - | [ 43 ]    |
| 107    | 5月1日         | 先週に引き続き番組認知度大調査！                               | - | [ 43 ]    |
| 108    | 5月8日         | BBQサイドメニュー作り！！                                      | - | [ 44 ]    |
| 109    | 5月15日        | 遂にサックし二回目の登場！！                                   | 堤下敦（インパルス）                                                                                      | [ 44 ]    |
| 110    | 5月22日        | サックし祭り完結編！                                           | 堤下敦（インパルス）                                                                                      | [ 44 ]    |
| 111    | 5月29日        | 英語禁止ボーリング大会！！！                                   | もっこすファイヤー                                                                                        | [ 44 ]    |
| 112    | 6月5日         | 英語禁止ボウリング大会後編                                     | もっこすファイヤー                                                                                        | [ 12 ]    |
| 113    | 6月12日        | ノサックドッキリ企画！！                                       | - | [ 12 ]    |
| 114    | 6月19日        | 新リモート企画「誰が成功するでSHOW」                           | 山口トンボ（カジサックの部屋の声の人・放送作家） もっこすファイヤー                                       | [ 12 ]    |
| 115    | 6月26日        | 誰が成功するでSHOW！！続編                                     | 山口トンボ（カジサックの部屋の声の人・放送作家） もっこすファイヤー                                       | [ 12 ]    |
| 116    | 7月3日         | カラシシュークリームを食べまSHOW！                             | 山口トンボ（カジサックの部屋の声の人・放送作家） もっこすファイヤー                                       | [ 45 ]    |
| 117    | 7月10日        | 被災地に元気を届けます                                         | - | [ 45 ]    |
| 118    | 7月17日        | 被災地に元気を届けます続編                                     | - | [ 45 ]    |
| 119    | 7月24日        | しもゆーさん企画 「5択でカブらないゲーム」                     | - | [ 45 ]    |
| 120    | 7月31日        | んのーずさん企画 「Youtuber成り上がりゲーム」                  | - | [ 45 ]    |
| 121    | 8月7日         | んのーずさん企画 「Youtuber成り上がりゲーム」 後編             | - | [ 46 ]    |
| 122    | 8月14日        | 「道場破り企画」第二弾                                         | - | [ 46 ]    |
| 123    | 8月21日        | 「道場破り企画」第二弾 後編                                    | - | [ 46 ]    |
| 124    | 8月28日        | 新企画「○○と言えば誰、ビンゴ大会」                             | - | [ 46 ]    |
| 125    | 9月4日         | 新企画「○○と言えば誰、ビンゴ大会」 後編                        | - | [ 47 ]    |
| 126    | 9月11日        | 知られざる「トリッキング」を紹介！                             | - | [ 47 ]    |
| 127    | 9月18日        | キャップ投げ野球ガチ対決                                       | - | [ 47 ]    |
| 128    | 9月25日        | キャップ投げ野球ガチ対決                                       | - | [ 47 ]    |
| 129    | 10月2日        | キャップ投げ野球完結編                                         | - | [ 48 ]    |
| 130    | 10月9日        | カラオケ採点でビンゴ大会                                       | - | [ 48 ]    |
| 131    | 10月16日       | 番外編特集とさかもっちゃんトリッキングの成果！                 | - | [ 48 ]    |
| 132    | 10月23日       | 若者の熊本弁離れを調査！                                       | - | [ 48 ]    |
| 133    | 10月30日       | 枝豆くんとHADO対決！                                           | - |           |
| 134    | 11月6日        | 「カジサックは持ってる男なのか？」検証ロケ                     | - | [ 13 ]    |
| 135    | 11月13日       | YouTuber対抗！ 誰が成功するでSHOW！                            | 土橋ゲンゴロウ（カジサックの部屋の放送作家） 中野翔平（カジサックの部屋の放送作家） 神永・松永 かにちゃん | [ 13 ]    |
| 136    | 11月20日       | YouTuber対抗！ 誰が成功するでSHOW！ 完結編                     | - | [ 13 ]    |
| 137    | 11月27日       | イライラエピソードを集めようとしたのですが...                  | もっこすファイヤー                                                                                        | [ 13 ]    |
| 138    | 12月4日        | 英語禁止PK対決                                                 | もっこすファイヤー                                                                                        | [ 49 ]    |
| 139    | 12月11日       | 英語禁止PK対決 完結編                                          | もっこすファイヤー                                                                                        | [ 49 ]    |
| 140    | 12月18日       | カジサックのゴールデンじゃないと！                             | 西野亮廣（キングコング）                                                                                  | [ 49 ]    |
| 141    | 12月25日       | ゴールデン相方西野さんが来ちゃったSPの未公開シーン             | 西野亮廣（キングコング） 山口トンボ（カジサックの部屋の人・放送作家）                                     | [ 49 ]    |
| SP     | 未定           | カジサックのゴールデンじゃないと!                              | 西野亮廣（キングコング） もっこすファイヤー                                                               |           |
| 142    | 2022年 1月15日 | 新年恒例占い企画                                               | - | [ 50 ]    |
| 143    | 1月22日        | 新年恒例占い企画 後編                                          | - | [ 50 ]    |
| 144    | 1月29日        | 熊本偉人伝説                                                   | - | [ 50 ]    |
| 145    | 2月5日         | 熊本出身有名人でビンゴ大会                                     | - | [ 51 ]    |
| 146    | 2月12日        | 熊本出身有名人でビンゴ大会 続編                                | - | [ 51 ]    |
| 147    | 2月19日        | 熊本出身有名人でビンゴ大会 完結編                              | - | [ 51 ]    |
| 148    | 2月26日        | 39動画プロジェクト                                             | - | [ 51 ]    |
| 149    | 3月5日         | リモートロケ「人気メニュー当てるまで帰れんバイ！」             | - | [ 52 ]    |
| 150    | 3月12日        | リモートロケ「人気メニュー当てるまで帰れんバイ！」第2弾        | - | [ 52 ]    |
| 151    | 3月19日        | 2021年度を振り返りましょう 最後に大切なお知らせが…             | - | [ 52 ]    |
| 152    | 3月26日        | 番組の瞬間最高視聴率を振り返り！！ 最後はワースト1位も発表！！ | - | [ 52 ]    |

### 2022年4月 - 2025年3月
| 回     | 放送日         | 放送内容                                                                   | ゲスト                                       | 出典 備考     |
| ------ | -------------- | -------------------------------------------------------------------------- | -------------------------------------------- | ------------- |
| 153    | 2022年 4月2日  | 4年目に突入！ 熊本下通でＰＲしまくり                                       | -                                            | [ 53 ]        |
| 154    | 4月9日         | 熊本の街中で写真を撮りましょう                                             | -                                            | [ 53 ]        |
| 155    | 4月16日        | 熊本の若者にお節介を焼きたい                                               | -                                            | [ 53 ]        |
| 156    | 4月23日        | 熊本市電サイコロぶらり旅                                                   | -                                            | [ 53 ]        |
| 157    | 4月30日        | 電停「慶徳校前」付近をブラブラ                                             | -                                            | [ 53 ]        |
| 158    | 5月7日         | サックし 前代未聞のハプニング！？                                          | -                                            | [ 54 ]        |
| 159    | 5月14日        | 遅刻サックしが到着！その第一声とは！？                                     | 堤下敦（インパルス）                         | [ 54 ]        |
| 160    | 5月21日        | 市電サイコロぶらり旅 with サックし                                         | 堤下敦（インパルス）                         | [ 54 ]        |
| 161    | 5月28日        | 市電サイコロぶらり旅 with サックし(後編)                                   | 堤下敦（インパルス）                         | [ 54 ]        |
| 162    | 6月4日         | サックし スタジオ初登場！ 開発！熊本県外出身者発見器                       | 堤下敦（インパルス）                         | [ 55 ]        |
| 163    | 6月11日        | [サック祭] カジサック×サックし×タクサック                                  | 堤下敦（インパルス）                         | [ 55 ]        |
| 164    | 6月18日        | 放送中止おしらせ                                                           | 放送中止おしらせ                             | [ 56 ]        |
| 165    | 6月25日        | [大ピンチ！] 番組史上最大のピンチに番組Pが動いた！！                       | -                                            | [ 55 ]        |
| 166    | 7月2日         | [東京ロケ] 熊本アンテナショップで大満喫！                                  | くまモン                                     | [ 14 ]        |
| 167    | 7月9日         | [東京ロケ第二弾] 祝結婚！元モー娘。新垣里沙さん登場！                      | 新垣里沙（元モーニング娘。）                 | [ 14 ]        |
| 168    | 7月16日        | [東京ロケ第三弾] ヨメサック＆オカンの料理教室！                            | -                                            | [ 14 ]        |
| 169    | 7月23日        | [東京ロケ第四弾] 最強助っ人ノンスタ石田さん登場！                          | 石田明（NON STYLE）                          | [ 14 ]        |
| 170    | 7月30日        | [東京ロケ第五弾] カジサックの素顔に迫る                                    | -                                            | [ 14 ]        |
| 171    | 8月6日         | [大ピンチ再来] 番組を救うためあの男がやってきた！                          | -                                            | [ 57 ]        |
| 172    | 8月13日        | [ヤスタケ奮闘記] ロケ終了間際にとんでもない事が！                          | -                                            | [ 57 ]        |
| 173    | 8月20日        | [シリーズヤスタケ奮闘記] ラーメン飯テロ！                                  | 新垣里沙（元モーニング娘。）                 | [ 57 ]        |
| 174    | 9月3日         | [遂に！]ヤスタケ奥様、元モー娘。新垣里沙さんが熊本に降臨！                 | -                                            | [ 58 ]        |
| 175    | 9月10日        | [カジサック復活！] 久々の熊本ロケ、書店巡り＆サイン会                      | -                                            | [ 58 ]        |
| 176    | 9月17日        | 豪雨災害から2年 熊本人吉の今                                               | -                                            | [ 58 ]        |
| 177    | 9月24日        | 豪雨災害から2年 熊本人吉の今 後編                                          | -                                            | [ 58 ]        |
| 178    | 10月1日        | 【久々のスタジオ企画！】さかもっちゃんVTRを枝豆くんとトーク                | -                                            | [ 59 ]        |
| 179    | 10月8日        | 始球式に挑戦！火の国サラマンダーズ                                         | -                                            | [ 59 ]        |
| 180    | 10月15日       | 大爆笑！枝豆くんが壊れました！                                             | -                                            | [ 59 ]        |
| 181    | 10月22日       | 復活！熊本市電サイコロぶらり旅で素敵な出会いが...                          | -                                            | [ 59 ]        |
| 182    | 10月29日       | 後編！熊本市電サイコロぶらり旅                                             | -                                            | [ 59 ]        |
| 183    | 11月5日        | カジサックチーム！アルティメットに初挑戦！                                 | -                                            | [ 60 ]        |
| 184    | 11月12日       | いざ勝負！アルティメットの試合へ！                                         | -                                            | [ 60 ]        |
| 185    | 11月19日       | 熊本ハロウィーン事情について大調査！                                       | -                                            | [ 60 ]        |
| 186    | 11月26日       | 【チェキ旅】熊本の絶景を視聴者プレゼントに！                               | -                                            | [ 60 ]        |
| 187    | 12月3日        | 市電サイコロぶらり旅 「健軍校前」界隈をブラブラ                            | -                                            | [ 61 ]        |
| 188    | 12月10日       | 熊本市電サイコロ旅後編＆熊本How Much！                                     | -                                            | [ 61 ]        |
| 189    | 12月17日       | 毎年恒例相方西野さん登場！                                                 | 西野亮廣（キングコング）                     | [ 61 ]        |
| 190    | 12月24日       | 後編！キングコング打ち上げ呑みトーク                                       | 西野亮廣（キングコング）                     | [ 61 ]        |
| 特別編 | 未定           | 大忘年会！じゃないと！年末SP 完結編                                        | 西野亮廣（キングコング）                     | [ 61 ]        |
| 191    | 2023年 1月14日 | コラボ！ルー大柴と市電サイコロぶらり旅                                     | ルー大柴                                     | [ 16 ]        |
| 192    | 1月21日        | コラボ後編！ルー大柴よりも多くルー語を出せるのか！？                       | ルー大柴                                     | [ 16 ]        |
| 193    | 1月28日        | 突撃！サプライズプロポーズ大作戦！                                         | ルー大柴                                     | [ 16 ]        |
| 194    | 2月4日         | 出禁解除！？遂に奴らが帰ってきた！                                         | もっこすファイヤー                           | [ 62 ]        |
| 195    | 2月11日        | 準レギュラーか？出禁か？ガチンコ対決                                       | もっこすファイヤー                           | [ 62 ]        |
| 196    | 2月18日        | 熊本県民を愛しているのはどっち？カジサック持ち込み企画！                   | -                                            | [ 62 ]        |
| 197    | 2月25日        | 【後編】熊本県民と合わせましょう！&枝豆くんスタジオ企画                    | -                                            | [ 62 ]        |
| 198    | 3月4日         | 道場破り！？次世代型デジタルチャンバラSASSENに挑戦！                       | -                                            | [ 63 ]        |
| 199    | 3月11日        | ついに決着！？次世代型デジタルチャンバラで道場破り                         | -                                            | [ 63 ]        |
| 200    | 3月18日        | 放送200回記念！公開収録スぺシャル！                                        | -                                            | [ 63 ]        |
| 201    | 3月25日        | 2022年度視聴率ランキング発表！1位に輝いたのは！？                          | -                                            | [ 63 ]        |
| 202    | 4月1日         | 放送開始5年目突入！この際だからぶっちゃけます                              | -                                            | [ 64 ]        |
| 203    | 4月8日         | カジサック&やすたけが大暴走！？市電サイコロ旅再び！                        | -                                            | [ 64 ]        |
| 204    | 4月15日        | サイコロ旅後編&可愛い枝豆くん登場！                                        | -                                            | [ 64 ]        |
| 205    | 4月22日        | カジサックがアポ取り！？道の駅のその先へ                                   | -                                            | [ 64 ]        |
| 206    | 4月29日        | 【後編】道の駅のその先へ&男前な枝豆くんスタジオ登場！                      | -                                            | [ 64 ]        |
| 207    | 5月6日         | 【卓球対決】カジサックvsもっこすファイヤー                                 | もっこすファイヤー                           | [ 65 ]        |
| 208    | 5月13日        | 負けたら全力モノマネ！卓球＆エアホッケー対決                               | もっこすファイヤー                           | [ 65 ]        |
| 209    | 5月20日        | 若者選ぶ春の歌ランキング＆市電サイコロ旅                                   | -                                            | [ 65 ]        |
| 210    | 5月27日        | 熊本市電サイコロぶらり旅 in国府電停                                        | -                                            | [ 65 ]        |
| 211    | 6月3日         | 昔懐かしのゲームセンターで大はしゃぎ                                       | -                                            | [ 66 ]        |
| 212    | 6月10日        | キングコング大ファンの枝豆くん襲来！？                                     | -                                            | [ 66 ]        |
| 213    | 6月17日        | 【熊本の魅力満載企画】道の駅のその先へ！                                   | -                                            | [ 66 ]        |
| 214    | 6月24日        | 大興奮！黄金色のスイカにカジサック騒然！                                   | -                                            | [ 66 ]        |
| 215    | 7月1日         | 道場破り！クレー射撃シミュレーターに挑戦！                                 | -                                            | [ 66 ]        |
| 216    | 7月8日         | クレー射撃シミュレーターで道場破り&枝豆くんスタジオ企画                    | -                                            | [ 67 ]        |
| 217    | 7月15日        | 市電サイコロぶらり旅 リターンズ                                            | -                                            | [ 67 ]        |
| 218    | 7月22日        | ようこそ！カプセルトイの世界へ                                             | -                                            | [ 67 ]        |
| 219    | 7月29日        | 新企画！飯テロ！絶品ラーメンを食べ尽くせ！                                 | -                                            | [ 67 ]        |
| 220    | 8月5日         | 熊本でバズったことのある人探してみた＆大好評企画！「道の駅のその先へ」     | -                                            | [ 68 ]        |
| 221    | 8月12日        | カジサックが農園で旬を食べ尽くす！？                                       | -                                            | [ 68 ]        |
| 222    | 8月19日        | 【市電サイコロ旅】街中で男気ジャンケン祭り！                               | -                                            | [ 68 ]        |
| 223    | 9月2日         | 男気ジャンケン祭り後編 & 超巨大なモノ調査してみた！？                      | -                                            | [ 69 ]        |
| 224    | 9月9日         | カジサック視聴者プレゼント企画！熊本の特産品を皆様へ                       | -                                            | [ 69 ]        |
| 225    | 9月16日        | カジサックから視聴者プレゼント！くまモングッズを皆様へ                     | -                                            | [ 69 ]        |
| 226    | 9月23日        | 【新企画】ほぼ生放送!? 22分45秒で実尺ロケ！                                | -                                            | [ 69 ]        |
| 227    | 9月30日        | 【飯テロ】店舗の人気順位当てをやってみた！                                 | -                                            | [ 69 ]        |
| 228    | 10月7日        | 【AMU-1グランプリ 後編】人気店舗順位当てクイズで奇跡が！？                 | -                                            | [ 19 ]        |
| 229    | 10月14日       | 【オファー企画】カジサックが小学生の願いを叶える！                         | -                                            | [ 19 ]        |
| 230    | 10月21日       | 【道の駅のその先へ】秋にぴったりな特産物                                   | -                                            | [ 19 ]        |
| 231    | 10月28日       | 若者に聞いた「蛙化現象」とは...                                            | コロッケ                                     | [ 19 ]        |
| 232    | 11月4日        | 【ほぼ生放送】実尺ロケ第2弾成功なるか！？                                  | -                                            | [ 70 ]        |
| 233    | 11月11日       | 【奇跡のイベント】"踊る"ハロウィンナイトに潜入！                           | -                                            | [ 70 ]        |
| 234    | 11月18日       | 【神回復活】飯テロ！マイベストラーメン第2弾                                | -                                            | [ 70 ]        |
| 235    | 11月25日       | 【新企画】看板店員探訪はしご酒in熊本！                                     | -                                            | [ 70 ]        |
| 236    | 12月2日        | 【感動回】過去出演枝豆くんの今に迫ってみた                                 | -                                            | [ 71 ]        |
| 237    | 12月9日        | 【ドッキリ】ヤスタケさんの大好きなコロッケさんが登場！                     | コロッケ                                     | [ 71 ]        |
| 238    | 12月16日       | 【ものまねオンパレード】コロッケさんの爆笑ネタ披露！                       | コロッケ                                     | [ 71 ]        |
| 239    | 12月23日       | 【オンステージ】コロッケ芦北高校文化祭でものまね披露！カジサックも乱入！？ | コロッケ                                     | [ 71 ]        |
| 特別編 | 12月30日       | 2023年良いとこどりスペシャル                                               | -                                            | [ 72 ] [ 71 ] |
| 240    | 2024 1月6日    | 【初訪問】カジサックが熊本城へ！                                           | -                                            | [ 73 ]        |
| 241    | 1月13日        | 【カジサック大激怒】熊本城の天守閣でハプニングが...！？                    | -                                            | [ 73 ]        |
| 242    | 1月20日        | 【ハシゴ酒】看板店員探訪in熊本でカジサックテンション爆上がり               | -                                            | [ 73 ]        |
| 243    | 1月27日        | 【奇跡連発】熊本しあわせWEEKで県民と一緒にチャレンジ                       | -                                            | [ 73 ]        |
| 244    | 2月10日        | 【待望の復帰】あの男がついに番組に帰ってきた！                             | 堤下敦（インパルス）                         | [ 74 ]        |
| 245    | 2月17日        | サックし全力禊企画でまさかの道連れが！？                                   | 堤下敦（インパルス）                         | [ 74 ]        |
| 246    | 2月24日        | 大コント！？サックしがKKTに入ろうとしたけども...                           | 堤下敦（インパルス）                         | [ 74 ]        |
| 247    | 3月2日         | 【視聴者参加大型企画】熊本街中リアル鬼ごっこ Part2                         | 堤下敦（インパルス）                         | [ 75 ]        |
| 248    | 3月9日         | 【大発表！のはずが】奴らが来たから企画が進みません…                        | もっこすファイヤー                           | [ 75 ]        |
| 249    | 3月16日        | 【絶対発表します！】やっと視聴率ランキングをお伝え                         | もっこすファイヤー                           | [ 75 ]        |
| 250    | 3月23日        | 【道場破り企画】小学生とドッジボール対決!                                  | もっこすファイヤー                           | [ 75 ]        |
| 251    | 3月30日        | 【遂に対決！】ドッジボールで小学生に勝てるのか！？                         | もっこすファイヤー                           | [ 75 ]        |
| 252    | 4月6日         | テレビとYouTubeの垣根を超えた新感覚の番組をお届け！                        | -                                            | [ 76 ]        |
| 253    | 4月13日        | 【熊本県民と勝負】番組6年目突入、6人抜きチャレンジ！                       | -                                            | [ 76 ]        |
| 254    | 4月20日        | 【ラーメン企画】マイベストラーメン～もっこすファイヤー編～                 | もっこすファイヤー                           | [ 76 ]        |
| 255    | 4月27日        | 【疑惑の回】史上最大の予算規模で撮影に挑んだのだが・・・。                 | もっこすファイヤー                           | [ 76 ]        |
| 256    | 5月4日         | 【阿蘇ロケ】杖立温泉街のフォトコンテストにチャレンジ！                     | -                                            | [ 77 ]        |
| 257    | 5月11日        | 【ぶらり旅】杖立温泉フォトコンチャレンジ後編                               | -                                            | [ 77 ]        |
| 258    | 5月18日        | 【遊びが世界を変える】Dr.杉太郎に会いに行こう！                            | -                                            | [ 77 ]        |
| 259    | 5月25日        | 【街中チャレンジ企画】写真のこの場所へ行こう！                             | -                                            | [ 77 ]        |
| 260    | 6月1日         | 【初泊まりロケ！】天草の旅 前篇                                            | -                                            | [ 78 ]        |
| 261    | 6月8日         | 【夏先取り】天草ツアーで感動！                                             | -                                            | [ 78 ]        |
| 262    | 6月15日        | 【波乱！】天草ツアー終盤でどバラエティやります！                           | -                                            | [ 78 ]        |
| 263    | 6月22日        | 【カジヤス対決】熊本街中ミッションインポッシブル！                         | -                                            | [ 78 ]        |
| 264    | 6月29日        | 【遂に決着】熊本街中ミッションインポッシブル！                             | -                                            | [ 78 ]        |
| 265    | 7月6日         | 【大爆笑】ノーリアクションでカジサックをだませ！                           | もっこすファイヤー                           | [ 79 ]        |
| 266    | 7月13日        | 【大爆笑】ノーリアクションでカジサックをだませ！ 後編                      | もっこすファイヤー                           | [ 79 ]        |
| 267    | 7月20日        | 【賞金返納企画？？】熊本街中ミッションインポッシブル2                      | -                                            | [ 79 ]        |
| 268    | 7月27日        | 【返納なるか！？】熊本街中ミッションインポッシブル2 後編                   | -                                            | [ 79 ]        |
| 269    | 8月3日         | 【大混乱！】熊本街中持ち物しりとり企画                                     | -                                            | [ 80 ]        |
| 270    | 8月17日        | 【久々企画】熊本市電サイコロぶらり旅 〜新町〜                              | -                                            | [ 80 ]        |
| 271    | 8月24日        | 【古き良きに感動】熊本市電サイコロぶらり旅 〜新町後編〜                    | -                                            | [ 80 ]        |
| 272    | 9月7日         | 【大どんでん返し！】もっこすファイヤーご褒美企画？                         | もっこすファイヤー                           | [ 22 ]        |
| 273    | 9月14日        | 【男気発動！！】もっこすファイヤーご褒美企画のはずなのに                   | もっこすファイヤー                           | [ 22 ]        |
| 274    | 9月21日        | 【大人気！】マイベストラーメン                                             | のりを（もっこすファイヤー）                 | [ 22 ]        |
| 275    | 9月28日        | 【裏側に潜入】24時間テレビin熊本 生放送に密着                              | 景井ひな、田中美久、ばってん城次             | [ 22 ]        |
| 276    | 10月5日        | 【渾身の新企画】じゃない方グルメ！                                         | -                                            | [ 21 ]        |
| 277    | 10月12日       | 【熊本出身スター】景井ひなさんが本当に来てくれました！                     | 景井ひな                                     | [ 21 ]        |
| 278    | 10月19日       | 【熊本出身スター】景井ひなさんとがっつりトーク！                           | 景井ひな                                     | [ 21 ]        |
| 279    | 10月26日       | 【ついに！？】番組オリジナルグッズを作る！                                 | -                                            | [ 21 ]        |
| 280    | 11月2日        | 【周年イベント取材】熊本ライブビューイングに潜入！                         | -                                            | [ 23 ]        |
| 281    | 11月9日        | 【英語禁止ゲーム】カラダWEEKでダーツ対決！                                 | もっこすファイヤー                           | [ 23 ]        |
| 282    | 11月16日       | 【英語禁止ダーツ】決着と思いきやサプライズで！？                           | もっこすファイヤー                           | [ 23 ]        |
| 283    | 11月23日       | 【大人気！】マイベストラーメンⅤ                                            | -                                            | [ 23 ]        |
| 284    | 11月30日       | 【ほぼ生放送企画】実尺ロケで熊本の大御所とてんやわんや                     | ばってん城次、えみりィー                     | [ 23 ]        |
| 285    | 12月7日        | 【ついに完結！？】市電サイコロぶらり旅〜本妙寺界隈編〜                     | -                                            | [ 81 ]        |
| 286    | 12月14日       | 【ゴールへ！】2年8か月の旅が終了 市電サイコロぶらり旅                      | -                                            | [ 81 ]        |
| 287    | 12月21日       | 【第二弾】じゃない方グルメ！                                               | -                                            | [ 81 ]        |
| 288    | 12月28日       | 【面白いとこ取り】じゃないと年末総集編！                                   | -                                            | [ 81 ]        |
| 289    | 2025年1月11日  | 【あけおめ企画】ルー大柴さんとトゥギャザー実尺！                           | ルー大柴                                     | [ 82 ]        |
| 290    | 1月18日        | 【爆笑必至】「よル～じげ」の裏側を大公開ｗｗｗ                             | ルー大柴                                     | [ 82 ]        |
| 291    | 1月25日        | 【仮入団】熊本市消防団体験！                                               | -                                            | [ 82 ]        |
| 292    | 2月1日         | 【しゃかりき登場！】熊本出身光ママが通行人の熊本弁を当てる！？             | しゃかりき                                   | [ 83 ]        |
| 293    | 2月8日         | 【ぶらり旅 ～山鹿～】熊本の観光地スポットが楽しすぎた！                    | -                                            | [ 83 ]        |
| 294    | 2月15日        | 【ぶらり旅 ～山鹿～】熊本の観光地スポットが楽しすぎた！後編                | -                                            | [ 83 ]        |
| 295    | 2月22日        | 【人気企画！】カジサックのじゃない方グルメ！！                             | -                                            | [ 83 ]        |
| 296    | 3月1日         | 【重大発表！】番組からお知らせがあります。                                 | -                                            | [ 84 ]        |
| 297    | 3月8日         | 【実尺SP】6人で1発撮りをやってみたら爆笑だった！                           | もっこすファイヤー、ばってん城次、えみりィー | [ 84 ]        |
| 298    | 3月15日        | 【ファイナル】熊本マイベストラーメン                                       | -                                            | [ 84 ]        |
| 299    | 3月28日        | 【最終回前夜】6年間、じゃないとをありがとう！！                            | 堤下敦（インパルス）、もっこすファイヤー     | [ 84 ]        |
| 300    | 3月29日        | 【最終回】カジサックのじゃないと！ありがとうございました！                 | 堤下敦（インパルス）、もっこすファイヤー     | [ 84 ]        |

## 番組テーマソング
- m-flo loves 野宮真貴 & CRAZY KEN BAND - Cosmic Night Run（オープニング）2019年4月 - 2021年3月、2024年4月 -
- クボタカイ - MIDNIGHT DANCING（オープニング）2021年4月 - 2023年3月
- Lucky Kilimanjaro - HOUSE（オープニング）2023年4月 - 2024年3月

## 配信
- Tverや日テレ無料の見逃し放送では全国での視聴が可能となっており、同様にHuluでは映像アーカイブとして過去放送分が配信されている[注 3]。
- 番組番外編として週替わりで番組スポンサー公式ウェブサイト上で動画が公開されている。

公式スポンサー
UT GROUP - ユナイテッドトヨタ熊本公式ウェブサイト
Lib Work - 株式会社Lib Work公式ウェブサイト

## スタッフ
- ナレーション：MEG、上野聡行（KKTアナウンサー）
- タイトルデザイン：松永壮
- 広報：村川博
- カメラ：御手洗和彦、月岡鷹斗、森豊城、龍賢治、岩戸雄一郎
- 音声：有働浩志、岩永雅人、坂本透清、加藤大輔、李珉撥（イ・ミンギュ）
- 編集：江藤亮一、徳永政晃、川野修司、松尾彩香
- アシスタント・ディレクター：坂本晴菜
- ディレクター：野作勇造
- アシスタント・プロデューサー：豊島友里花
- プロデューサー：園村泰士
- 製作協力：よしもとクリエイティブ・エージェンシー、AREA
- 製作・著作：KKT! くまもと県民テレビ